# Şabran
Şabran (do 2010 r. Dəvəçi) – miasto w Azerbejdżanie, stolica rejonu Şabran. Według danych szacunkowych na rok 2008 liczy 22 920 mieszkańców.